# Jessica Bannister
Jessica Bannister ist die Hauptheldin der Bastei-Heftromanserie Die unheimlichen Abenteuer der Jessica Bannister, die von 1996 bis 2000 erschien. Dabei handelte es sich um eine Heftserie des Romantic-Thriller-Genres, in dem unheimliche Geschichten erzählt werden, ohne auf Aspekte von Liebe und Romantik zu verzichten.

## Werdegang der Serie
Die Serie startete Ende 1996 als Subserie der Reihe Mitternachts-Roman (diese Reihe bedient sich der gleichen Stilmittel des Genres, erzählt aber nur Einzelabenteuer ohne wiederkehrende oder feste Charaktere). Im vier-Wochen-Abstand wurden 13 Abenteuer von Jessica Bannister veröffentlicht. Auf Grund des großen Erfolges (und wohl auch auf Grund des Vorhabens, eine weitere eigenständige Serie im Romanheftsektor zu etablieren) wurde die Serie im November 1997 aus dem Mitternachts-Roman ausgekoppelt und als eigenständiges Format unter dem Titel Die unheimlichen Abenteuer der Jessica Bannister fortgeführt.
Nach 44 Wochen musste die Reihe wieder eingestellt werden, weil die Verkaufszahlen hinter den Erwartungen des Verlags geblieben waren. Um sich nicht gänzlich von ihr trennen zu müssen, wurde die Serie kurzerhand wieder in den Mitternachts-Roman integriert und noch zwei Jahre lang weiter geschrieben. Insgesamt erschienen von 1996 bis 2000 81 Bannister-Romane.
Seit Anfang Juni 2016 wurde die Serie neu aufgelegt, im Januar 2018 jedoch nach 44 Bänden wiederum eingestellt.
Eine englische Übersetzung von Jessica Bannister wurde seit 2021 von J-novel Pulp als E-Book aufgelegt, es sind 6 Bände zu je vier Geschichten erschienen.

## Inhalt und Figurenkonstellation
Den Ursprung hatte die Serie in einer sehr liebevollen Konstellation der Figuren:
Jessica Bannister arbeitet als Boulevard-Journalistin beim fiktiven London City Observer und ist auf Fälle mit übernatürlichem Charakter spezialisiert. Gemeinsam mit ihrem Kollegen und Kumpel, dem Fotografen Jim Brodie, recherchiert sie die Fälle und berichtet anschließend darüber.
Jessica, die als kleines Mädchen ihre Eltern verlor, wächst bei ihrer Großtante, Beverley Gormic (Tante Bell), auf. Seit dem Tod ihrer Eltern leidet das Mädchen an einer übernatürlichen Gabe. In Visionen kann sie einerseits zukünftige Ereignisse voraussehen, andererseits aber auch (mental) in die Vergangenheit reisen.
Das Spiel der Figuren erwies sich als erfrischend, trotzdem entschieden sich die Autoren schon bald für eine Veränderung. Jessica wurde ein fester Freund an die Seite gestellt, um sich nicht in jedem Heft neu verlieben zu müssen: der mysteriöse Tom Howard, den sie später sogar heiratete. Die sympathische Figur des Jim Brodie geriet dadurch in Vergessenheit und nachdem er von einer Sturmhexe entführt worden und lange Zeit nicht mehr ins Romangeschehen integriert gewesen war, verkam er zur Randfigur ohne größere Bedeutung.
Letzten Endes kehrte auch Tante Bells verschollener Ehemann, Franklin Gormic, zurück. Damit hatte sich die Serie wohl endgültig erschöpft. Im letzten Band erfuhr Jessica, dass sie schwanger ist und Zwillinge bekommt. Ein Happy-End.

## Die Hauptpersonen
- Jessica Bannister, Reporterin beim London City Observer
- Jim Brodie, Fotograf beim London City Observer, Jessicas bester Freund
- Beverley „Tante Bell“ Gormic, Jessicas Großtante und Ziehmutter
- Franclin Gormic, Beverleys verschollener, schließlich zurückgekehrter Ehemann
- Martin T. Stone, Chefredakteur des London City Observer, Jessicas väterlicher Freund
- Tom Howard, Reporter beim London City Observer, später Jessicas Ehemann und Vater ihrer Kinder
- Dr. Flesh, Jessicas Erz-Feind
- Ashley Brown, Jessicas alte Jugendliebe

## Die Autoren und Titelbilder
Alle Romane erschienen unter dem verlagseigenen Sammelpseudonym Janet Farell, hinter dem eine ganze Reihe von Autoren stand, unter anderem der Amulett-Autor Jan Gardemann und Andreas Schmidt, der heute als Autor von Kriminalromanen bekannt ist. Hauptautor der Serie war Alfred Bekker. Peter Thannisch war als Redakteur und Lektor für große Teile der Gesamtkonzeption der Serie hauptverantwortlich.
Die Titelbilder für die eigenständige Serie wurden in den meisten Fällen von dem spanischen Künstler José Ma Espinosa gezeichnet. Für die Bannister-Romane im Mitternachtsroman wurde auf Archivmaterial zurückgegriffen.

## Die Romane
| Nr. | Band   | Titel                                   | Datum      |
| --- | ------ | --------------------------------------- | ---------- |
| 01  | MR 578 | Nachts, wenn du die Geister rufst       | 03.12.1996 |
| 02  | MR 582 | Das Geheimnis der „Schwarzen Krähe“     | 30.12.1996 |
| 03  | MR 586 | Das Vermächtnis des Magiers             | 28.01.1997 |
| 04  | MR 590 | Die Burg der Tempel-Ritter              | 25.02.1997 |
| 05  | MR 594 | Wo die Wölfe heulen …                   | 25.03.1997 |
| 06  | MR 598 | Im Paradies der Schlange                | 22.04.1997 |
| 07  | MR 602 | Jessica und der Geister-Mönch           | 20.05.1997 |
| 08  | MR 606 | Die Verfluchten der Meere               | 17.06.1997 |
| 09  | MR 610 | Das Spukhaus des Magiers                | 15.07.1997 |
| 10  | MR 614 | Die steinernen Todesboten               | 12.08.1997 |
| 11  | MR 618 | Die Insel der Gespenster                | 09.09.1997 |
| 12  | MR 622 | Im Bann des grünen Phantoms             | 07.10.1997 |
| 13  | MR 626 | Der kalte Hauch des Todes               | 04.11.1997 |
| 14  | JB 01  | Sie sah ihren Tod voraus                | 18.11.1997 |
| 15  | JB 02  | Die Burg der verlorenen Frauen          | 25.11.1997 |
| 16  | JB 03  | Der Fluch der schönen Inderin           | 02.12.1997 |
| 17  | JB 04  | Der schwarze Mönch der Rache            | 09.12.1997 |
| 18  | JB 05  | Schreckensnächte in Tanger              | 16.12.1997 |
| 19  | JB 06  | Der Tempel der Unendlichkeit            | 23.12.1997 |
| 20  | JB 07  | Die Geister vom Teufelsmoor             | 30.12.1997 |
| 21  | JB 08  | Das Kloster des Grauens                 | 06.01.1998 |
| 22  | JB 09  | Der Geist des Ashley Brown              | 13.01.1998 |
| 23  | JB 10  | Duell der Gespenster                    | 20.01.1998 |
| 24  | JB 11  | Im Palast des Vampir-Fürsten            | 27.01.1998 |
| 25  | JB 12  | Das Kabinett der Lady Blanchard         | 03.02.1998 |
| 26  | JB 13  | Die Gruft der Schatten                  | 10.02.1998 |
| 27  | JB 14  | Das magische Auge                       | 17.02.1998 |
| 28  | JB 15  | Das Grauen haust auf Bladwil Castle     | 24.02.1998 |
| 29  | JB 16  | Kreuzfahrt ins Jenseits                 | 03.03.1998 |
| 30  | JB 17  | Spuk in der alten Gormic-Villa          | 10.03.1998 |
| 31  | JB 18  | Ich und der Gaslicht-Mörder             | 17.03.1998 |
| 32  | JB 19  | Das Haus der Spinnen                    | 24.03.1998 |
| 33  | JB 20  | Der See der Angst                       | 31.03.1998 |
| 34  | JB 21  | Geisterspuk in Nizza                    | 07.04.1998 |
| 35  | JB 22  | Der Geist im Wachsfiguren-Kabinett      | 14.04.1998 |
| 36  | JB 23  | Das Geheimnis der Flammenburg           | 21.04.1998 |
| 37  | JB 24  | Das Schloss des Dämons                  | 28.04.1998 |
| 38  | JB 25  | Ich suchte den Hexenschatz              | 05.05.1998 |
| 39  | JB 26  | Der Fluch der Geister-Ritter            | 12.05.1998 |
| 40  | JB 27  | Die Burg der Schwäne                    | 19.05.1998 |
| 41  | JB 28  | Ein Teufel namens Jessica               | 26.05.1998 |
| 42  | JB 29  | Ich liebte Don Juan                     | 02.06.1998 |
| 43  | JB 30  | Das Bild der grausamen Florence         | 09.06.1998 |
| 44  | JB 31  | Die ewige Nacht                         | 16.06.1998 |
| 45  | JB 32  | Die Unheimliche von Gilford Castle      | 23.06.1998 |
| 46  | JB 33  | Das Mädchen, das die Toten rief         | 30.06.1998 |
| 47  | JB 34  | Das Grauen von Burg Frankenstein        | 07.07.1998 |
| 48  | JB 35  | Jessicas Voodoo-Hochzeit                | 14.07.1998 |
| 49  | JB 36  | Die Rache der Lady Blanchard            | 21.07.1998 |
| 50  | JB 37  | Wenn nachts die Geister-Kutsche kommt … | 28.07.1998 |
| 51  | JB 38  | Schreckensfahrt auf der „Titanic“       | 04.08.1998 |
| 52  | JB 39  | Im Bann der Geister-Masken (1)          | 11.08.1998 |
| 53  | JB 40  | Im Dschungel der Furcht (2)             | 18.08.1998 |
| 54  | JB 41  | Wenn es Nacht wird in Blackhill …       | 25.08.1998 |
| 55  | JB 42  | Jessica und die Geisterkinder           | 01.09.1998 |
| 56  | JB 43  | Der Tod kam mit dem Leichenwagen        | 08.09.1998 |
| 57  | JB 44  | Der Wald der Verfluchten                | 15.09.1998 |
| 58  | MR 671 | Die Sturmhexe                           | 22.09.1998 |
| 59  | MR 675 | Die Höhle der Geister-Tiger             | 20.10.1998 |
| 60  | MR 679 | Rückkehr aus dem kühlen Grab            | 17.11.1998 |
| 61  | MR 683 | Jahrmarkt des Grauens                   | 15.12.1998 |
| 62  | MR 687 | Gefangene der bleichen Lady             | 12.01.1999 |
| 63  | MR 691 | Burg der verlorenen Seelen              | 09.02.1999 |
| 64  | MR 695 | Lord Blackwoods dunkles Geheimnis       | 09.03.1999 |
| 65  | MR 699 | Insel der Untoten                       | 06.04.1999 |
| 66  | MR 703 | Im Bann der schwarzen Gräfin            | 04.05.1999 |
| 67  | MR 707 | Der Werwolf von Dartmoor                | 01.06.1999 |
| 68  | MR 711 | … und im Keller wohnt der Tod           | 29.06.1999 |
| 69  | MR 715 | Die Burg der Druidin                    | 27.07.1999 |
| 70  | MR 719 | Im Bann der Eis-Dämonen                 | 24.08.1999 |
| 71  | MR 723 | Dschungel der Verdammten                | 21.09.1999 |
| 72  | MR 727 | Der Herr der Schatten                   | 19.10.1999 |
| 73  | MR 731 | Die Bestien aus dem Höllensumpf         | 16.11.1999 |
| 74  | MR 735 | Das Millennium                          | 14.12.1999 |
| 75  | MR 739 | Jessica und das Geisterschiff           | 11.01.2000 |
| 76  | MR 743 | Der Geist des Jim Brodie                | 08.02.2000 |
| 77  | MR 747 | Der namenlose Abt                       | 07.03.2000 |
| 78  | MR 751 | Wenn Geister dich beherrschen           | 04.04.2000 |
| 79  | MR 755 | Der Tempel der verlorenen Seelen        | 02.05.2000 |
| 80  | MR 759 | Schreckenstraum am Amazonas             | 30.05.2000 |
| 81  | MR 763 | Die Wolfshexe von Strachan Manor        | 27.06.2000 |

## Nachfolge- und Parallelserien bei Bastei
Während Jessica Bannister als eigenständige Serie lief, veröffentlichte der Verlag innerhalb des Mitternachts-Romans eine neue Subserie: Julia Preston. Mit der Reintegration der Bannister-Serie im Herbst 1998 wurde sie jedoch ersatzlos gestrichen. Insgesamt erschienen unter dem Autorenpseudonym Rebecca Arquette 13 Folgen.
2001 wurde der Mitternachts-Roman nach 16 Jahren eingestellt. 2003 versuchte der Bastei-Verlag, das Genre noch einmal zum Leben zu erwecken. Die Heftserie Rätselhafte Rebecca erinnerte auffallend an Jessica Bannister. Die Parallelen in Figurenkonstellation und Geschichtenzeichnung legten die Vermutung nahe, einst konzipierte Handlungen würden einfach für die neue Serie umgeschrieben. Nach 21 Folgen wurde die Reihe vom Markt genommen.
Seitdem hat es im Bastei-Programm keine neue Serie mit Romantic-Thriller-Ausrichtung gegeben; einzig Ende 2007 erschien die wenig erfolgreiche Heftreihe GeisterStunde, in der Mitternachts-Romane zum zweiten Mal veröffentlicht wurden (15 Bände).